# حوسبة سحابية

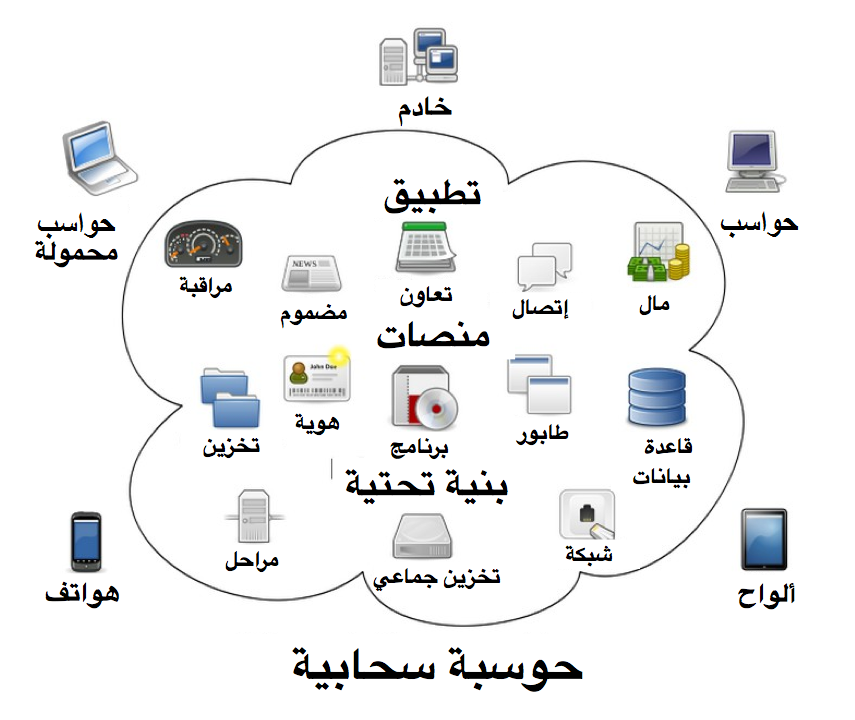
رسم تخطيطي توضيحي مفاهيمي للحوسبة السحابية

الحوسبة السحابية (بالإنجليزية:  Cloud computing)‏ هي مصطلح يشير إلى المصادر والأنظمة الحاسوبية المتوافرة تحت الطلب عبر الشبكة والتي تستطيع توفير عدد من الخدمات الحاسوبية المتكاملة دون التقيد بالموارد المحلية بهدف التيسير على المستخدم، وتشمل تلك الموارد مساحة لتخزين البيانات والنسخ الاحتياطي والمزامنة الذاتية، كما تشمل قدرات معالجة برمجية وجدولة للمهام ودفع البريد الإلكتروني والطباعة عن بعد، ويستطيع المستخدم عند اتصاله بالشبكة التحكم في هذه الموارد عن طريق واجهة برمجية سهلة تُـسَـهل وتتجاهل الكثير من التفاصيل والعمليات الداخلية.

## طريقة العمل[2]
عندما يصل المستخدم إلى سحابةٍ ما لموقعٍ إلكترونيٍ مناسب، من الممكن وقوع العديد من الأمور. فعلى سبيل المثال يمكن استخدام آي بي (IP) لإنشاء مكان وجود ذلك المستخدم (الموقع الجغرافي). حيث يمكن الاستفادة بعد ذلك في خدمات نظام أسماء النطاقات (DNS) لتوجيه المستخدم إلى مجموعةٍ من الخدمات القريبة منه والمرتبطة به، ومن ثم يمكن الولوج إلى الموقع الإلكتروني بسرعة بواسطة استخدام لغته المحلية. وهنا نلاحظ أن المستخدم لا يقوم بالولوج إلى الخادم، إلا أنه يقوم بالولوج بدلاً من ذلك إلى الخدمة التي يقومون باستخدامها من خلال الحصول على معرف الجلسة [الإنجليزية]و/ أو سجل التتبع (cookie) والذي يتم تخزينه في متصفح الويب الخاص بهم.
فما يشاهده المستخدم على متصفحة غالباً ما يَـرِدُ إليه من مجموعةٍ من خوادم شبكة الإنترنت. وتتسم خوادم شبكة الإنترنت تلك بتشغيل البرامج التي تُـشْرِكَ المستخدم مع الواجهات التفاعلية التي يتم استخدامها لجمع الأوامر أو التعليمات منه (نقرات الفأرة، الكتابة والتحرير، عمليات رفع الملفات، إلخ). حيث يتم تفسير تلك الأوامر بعد ذلك بواسطة خوادم شبكة الإنترنت أو يتم معالجتها بواسطة خوادم (ملقمات) التطبيقات المختلفة. ثم يلي ذلك تخزين المعلومات أو استرجاعها على/من خوادم قواعد البيانات أو حتى خوادم الملفات، حيث يحدث في النهاية أن يحصل المستخدم على صفحةٍ محدَّثَةٍ. ولنا أن نلاحظ أن البيانات عبر الخوادم المختلفة تكون متزامنةً حول العالم أجمع بهدف السماح لكافة المستخدمين في مختلف بقاع العالم بالوصول إليها والولوج إلى المعلومات المتوفرة عبرها.

## الوصف الفني (الخصائص الفنية)
يمكن مقارنة الحوسبة السحابية مثلا بمصدر للكهرباء أو الغاز، أو أنها نصوص الخدمات الهاتفية، التليفزيونية المرئية والبريدية كذلك. فكل تلك الخدمات يتم توفيرها للمستخدمين في صيغةٍ سلسةٍ ومستساغةٍ ليتم فهمها بسهولةٍ ويسرٍ دون حاجة المستخدمين إلى معرفة كيفية توفير تلك الخدمات. حيث يُطلق على مثل تلك الرؤية تجريد. وبصورةٍ مشابهةٍ، الحوسبة السحابية توفر وتعرض لمُـطَوري تطبيقات الحاسوب والمستخدمين في الوقت ذاته وجهةً مجردةً تُسهل وتتجاهل الكثير من التفاصيل والعمليات الداخلية. وهنا نلاحظ أن عملية توفير المتعهدين للخدمات الإلكترونية المجردة عبر الشبكة العنكبوتية يُطلق عليها «السحابة».
تُـعَبر عملية الحوسبة السحابية عن كلٍ من الحوسبة، برامج التشغيل والتطبيقات، الوصول إلى البيانات، بالإضافة إلى خدمات التخزين والتي لا تتطلب معرفة المستخدم الأخير للخدمة بالموقع الجغرافي وتكوين النظام الذي يقوم بتوصيل تلك الخدمات. حيث يمكن التعرف على أمثلةٍ مناظرةٍ لتلك الفكرة مقتبسةٍ من مجال الشبكة الكهربائية (Electrical grid) حيث يستهلك المستخدم الأخير ويستفيد من موارد الطاقة دون الحاجة الضرورية إلى تفهم ومعرفة الأجهزة المكونة للشبكة والمطلوبة لتوفير تلك الخدمة.
تصف الحوسبة السحابية إضافةً جديدةً، استهلاكاً ونموذجاً توزيعياً موصلاً لخدمات التقانة المعلوماتية القائمة على مواثيق الإنترنت، كما أنها تتضمن وبصورةٍ نموذجيةٍ توفير وإمداد مواردٍ متدرجةٍ (Scalability) تفاعلياً وغالباً ما تكون افتراضيةً. ومن ثم فهي تمثل منتجاً ثانوياً ونتيجةً لاحقةً لسهولة الوصول إلى مواقع الحوسبة البعيدة والتي توفرها شبكة الإنترنت. كما أنه كثيراً ما يتخذ ذلك صورة أدواتٍ لشبكة الإنترنت أو تطبيقاتٍ يستطيع المستخدم الوصول إليها عبر متصفح الويب كما لو كانت برامجاً تم إضافتها محلياً على أجهزتهم الحاسوبية الشخصية.
في حين يوفر المعهد الوطني للمعايير والتكنولوجيا (NIST) بدوره تعريفاً أكثر موضوعيةٍ وتخصيصاً لمصطلح (الحوسبة السحابية):
الحوسبة السحابية تعبر عن نموذجٍ يسمح بوصول الشبكة عند الحاجة وبصورةٍ ملائمةٍ إلى حزمةٍ من الموارد والمصادر الحاسوبية التشكيلية (والتي منها على سبيل المثال الشبكات، الخوادم، التخزين، التطبيقات والخدمات) والتي يمكن تمويلها وإطلاقها بسرعةٍ مع أقل حدٍ لجهود الإدارة المبذولة أو تفاعل ممولي الخدمة.
يقوم ممولوا خدمات الحوسبة السحابية النموذجية بتوفير وتسليم برمجيات إدارة الأعمال عبر شبكة الإنترنت التي يمكن الولوج إليها من أي خدمة شبكة عنكبوتيةٍ أخرى أو برمجيةٍ أخرى مثل متصفحٍ ما، في حين يتم تخزين برمجيات الحاسوب والبيانات المختلفة على خوادمٍ معينةٍ لهذه الأغراض.
هذا وتتكون أغلب هياكل البنية التحتية للحوسبة المعلوماتية من خدماتٍ يتم توفيرها وتوصيلها عبر مراكزٍ عامةٍ وملقماتٍ (خوادمٍ) مبنيةٍ عليها. وهنا تظهر السحب على أنها نقاط وصولٍ فرديةٍ لاحتياجات المستهلك الحاسوبية. كما أنه من المتوقع أن تقابل العروض التجارية عامةً متطلبات جودة خدمة (QoS) العملاء أو المستهلكين، وعادةً ما تشتمل على اتفاقيات مستوى الخدمة (SLAs).

## نظرة عامة

### مقارنات
تشتق الحوسبة السحابية خصائصها، ولكن لا يجب أن تتداخل معا:
1. الحوسبة التلقائية (Autonomic Computing)- هي عبارة عن «أنظمة الحاسوب القادرة على الإدارة الذاتية.»
2. نموذج الخادم والعميل (Client-server model) – يشير مصطلح حوسبة الزبون- الخادم بصورةٍ واسعةٍ إلى تطبيقٍ موزعٍ يقوم بالتمييز بين موفري الخدمة (الملقمات) وطالبي الخدمة (العملاء أو الزبائن).
3. الحوسبة الشبكية – هي عبارةٌ عن "صورةٍ من صور الحوسبة الموزعة والحوسبة المتوازية، حيث يتكون هنا "كمبيوتر عملاق أو افتراضي" من عنقودٍ محوسبٍ من أجهزة الحاسوب المتشابكة معاً والمتزاوجة بحريةٍ فضفاضةٍ والتي تعمل في تناغمٍ معاً للقيام بمهام ضخمةٍ وكبيرةٍ.
4. الحواسيب الكبيرة – هي عبارةٌ عن أجهزة حاسوبٍ قويةٍ تُستخدم أساساً من قِبَلِ المنظمات العملاقة بهدف القيام بالتطبيقات الحرجة، والتي عادةً ما تكون عبارةٍ عن معالجة للبيانات الضخمة والتي منها على سبيل المثال تعدادات السكان، الصناعة والإحصائيات الاستهلاكية، تخطيط موارد المؤسسات، ومعالجة المعاملات المالية (transaction processing).
5. حوسبة خدمية (Utility computing) – تشير إلى "عملية تعبئة الموارد الحاسوبية (computing resources)، والتي منها الحوسبة والتخزين كخدمةٍ مقاسةٍ شبيهةٍ بمرافق الخدمات العامة التقليدية، مثل الكهرباء؛
6. الند للند – تشير إلى بنيةٍ توزيعيةٍ بدون الحاجة إلى تنسيقٍ مركزيٍ، مع كون المشاركين يمثلون في الوقت ذاته أدوار موفري ومستهلكي المصادر (وهذا يعتبر نقيضاً لنموذج الزبون- الخادم التقليدي).
7. حوسبة خدمية التوجه (Service-oriented programming) – توفر الحوسبة السحابية خدماتٍ مرتبطةٍ بالحوسبة، في حين وبصورةٍ متبادلةٍ، فإن الحوسبة خدمية التوجه تتكون من الأساليب الحوسبية التي تعمل على البرمجيات – المثيلة – بالخدمة (software-as-a-service).

### الخصائص
تتمثل الخاصية الجوهرية في الحوسبة السحابية في أن الحوسبة تُجرى «في السحابة»؛ للتوضيح، عملية المعالجة (والبيانات المرتبطة بها) ليست محصورةً في أماكن خاصةٍ ومعروفةٍ. ومن ثم، فهذا يُعَدُ نقيضاً لنموذجٍ تقع فيه عملية المعالجة في واحدٍ أو أكثرٍ من الملقمات المحددة المعروفة. في حين تعتبر كل الأفكار الأخرى المذكورة إضافيةً أو تكميليةً لتلك الفكرة.

### البنية

نموذج تخطيطي لبنية عينةٍ من الحوسبة السحابية

عادةً ما تتضمن بنية السحابة، وهي عبارة عن بنية الأنظمة الخاصة بأنظمة البرمجيات الحاسوبية (software system) المشاركة في توصيل خدمات الحوسبة السحابية ،  العديد من المكونات السحابية  المتصلة مع بعضها الآخر عبر واجهات تفاعل برمجة التطبيقات، والتي غالباً ما تكون على صورة خدمات الويب والعمارة متعددة الطبقات. وهذا يتماشى مع فلسفة يونكس (Unix philosophy) التي تقوم على عدة برمجياتٍ كلٍ منها يختص بأداء مهمةٍ ما بصورةٍ جيدةٍ ثم يعملون معاً على واجهات تفاعلٍ عالميةٍ. وهنا يتم ضبط التعقيد بالإضافة إلى أن الأنظمة الناتجة تكون أكثر ليونةٍ عن نظرائها المتآلفة (monolithic).
ويُعرف أكثر مكونان مهمين في بنية الحوسبة السحابية على أنهما النهاية الأمامية والنهاية الخلفية. حيث تكون النهاية الأمامية ذلك الجزء الذي يراه الزبون، مثل مستخدم الكمبيوتر. وهذا يتضمن شبكة الزبون (أو الحاسوب) والتطبيقات المستخدمة للوصول إلى السحابة عبر واجهة تفاعل المستخدم مثل متصفح الويب. في حين تمثل النهاية الخلفية لعمارة الحوسبة السحابية في «السحابة» نفسها، جامعةً العديد من أجهزة الحاسوب، الملقمات ووحدات أجهزة تخزين البيانات.

## التاريخ
تُسْتَخدم مفردة «السحابة» بصورةٍ مجازيةٍ للإشارة إلى الشبكة العنكبوتية (الإنترنت)، القائمة على رسم السحابة المستخدم في الماضي لتمثيل شبكة الهواتف،  وحديثاً لوصف وتمثيل الإنترنت في مخططات الشبكات الحاسوبية (computer network diagram)، وذلك كصورةٍ تجريديةٍ للبنية التحتية التي تمثلها.
ومن ثم يمكن اعتبار الحوسبة السحابية تطوراً طبيعياً لاعتماد واسع النطاق للافتراضية (hardware virtualization)، العمارة خدمية التوجه (Service-oriented architecture)، الحوسبة اللاإرادية، والخدمية. وتكون التفاصيل تجريدية من المستخدمين النهائيين، والذين لم يعودوا في حاجةٍ إلى الخبرة في، أو فرض التحكم على، البنية التحتية للتقانة «في السحابة» والتي تدعمهم.
ونلاحظ أن الفكرة الكامنة وراء الحوسبة السحابية ترجع إلى فترة الستينيات من القرن العشرين، عندما ارتأي جون مكارثي أنه: «قد يتم تنظيم الحوسبة في يومٍ من الأيام على أنها مرفقٍ عموميٍ.» هذا وقد تم استعراض غالباً وباستفاضةٍ كل الخصائص الحديثة التي نشهدها اليوم للحوسبة السحابية (والتي منها توفرها بمرونةٍ، توفيرها كخدمةٍ مرفقيةٍ عموميةٍ، توفرها عبر شبكة الإنترنت أون لاين، وهم الإمدادات غير المحدودة)، بالإضافة إلى مقارنتها بصناعة الكهرباء واستخدام الأشكال العامة، الخاصة، الحكومية والمجتمعية كذلك، في كتاب دوغلاس بارخيل [الإنجليزية] والذي نشره عام 1966 « تحدي المرفق الحاسوبي » "   The Challenge of the Computer Utility".
في حين وبدقةٍ، فقد تم اقتباس مفردة «السحابة» من التهاتف المُسْتخدَمْ في شركات الاتصالات، والذين عرضوا حتى التسعينيات من القرن العشرين وبصورةٍ أساسيةٍ دوائر بياناتٍ مكرسةٍ من نقطةٍ إلى نقطةٍ، ثم بدؤا في توفير خدمات شبكاتٍ افتراضيةٍ خاصةٍ (VPN) ذات كفاءةٍ وجودةٍ مماثلةٍ في أداء الخدمة ولكن بتكلفةٍ أقل من سابقتها. وبتحويل حركة المرور إلى استخدام الرصيد كما يرونه ملائماً ومناسباً، فقد كانوا قادرين على استخدام معدل نقل بيانات الشبكة كلها بصورةٍ أكثر فعاليةٍ. وقد تم استخدام رمز السحابة للإشارة إلى نقط التماس الفاصلة بين تلك المتمثلة في مسؤولية الممول عن تلك الخاصة بالمستفيد أو المستخدم. ثم قامت الحوسبة السحابية بمد تلك التخوم لتغطية الملقمات بالإضافة إلى بنية الشبكة التحتية. ولنا أن نلاحظ أن أول استخدام لمفردة «حوسبة سحابية» على يد عالمٍ كان في إحدى محاضرات العالم رامنيث شيلابا في عام 1997 م.
هذا ولعب موقع أمازون الإلكتروني دوراً جوهرياً في تنمية الحوسبة السحابية من خلال تحديث مراكز البيانات بعد فقاعة الدوت كوم، والتي، مثل غالبية شبكات الحاسوب، كانت تستخدم قدراً ضئيلاً يُقَدَّرُ بنحو 10% من إمكانياتها في وقتٍ واحدٍ، فقد لتسمح بوجود فراغٍ للطفرات العرضية. وبعد وجود أن البنية السحابية الجديدة أسفرت عن تحسن كفاءة شبكة الإنترنت، حيث يستطيع «فريقين» سريعي التحرك وصغيرين الحجم إضافة ملامحٍ وسماتٍ جديدةٍ بصورةٍ أسرع وأسهل، استطاع موقع أمازون بدء تطوير جهود منتجٍ جديدٍ لتوفير حوسبةٍ سحابيةٍ للمستهليكن والمستخدمين الخارجيين، مما جعله يقوم بتدشين خدمة أمازون ويب (Amazon Web Services) على أساس الحوسبة الخدمية (utility computing) في عام 2006.
هذا وفي عام 2007، باشرت كلٌ من شركتي غوغل وآي بي إم بالإضافة إلى عددٍ من الجامعات مشروع بحثي عن الحوسبة السحابية. أما في أوائل عام 2008، فقد أصبحت أوكالبتوس (Eucalyptus) أول رصيفٍ متوافقٍ لواجهة برمجة تطبيقات خدمات شبكة أمازون لنشر السحب الخاصة. كذلك وفي الوقت ذاته من عام 2008، أصبح أوبن نيبيولا [الإنجليزية]، والذي تم تحسينه في مشروع RESERVOIR الذي تموله المفوضية الأوروبية، أول برمجية مفتوحة المصدر لنشر السحب المهجنة الخاصة وكذلك لأجل اتحاد السحب. وفي العام ذاته، تركزت الجهود المبذولة على توفير ضماناتٍ لجودة الخدمة (QoS) (كما هو مطلوب بواسطة تطبيقات الوقت الحقيق التفاعلية) لبنية السحب التحتية، وذلك في إطار عمل مشروع IRMOS الذي تموله المفوضية الأوروبية. وفي منتصف عام 2008، رأى جارنر Gartner الفرصة سانحةً أمام الحوسبة السحابية "لتشكيل العلاقة فيما بين مستهلكي خدمات تكنولوجيا المعلومات، وهم عبارة عن هؤلاء المستخدمين لخدمات القتانة المعلوماتية وهؤلاء الذين يقومون ببيعها" ولاحظ أن "المنظمات تتحول من أصول الأجهزة والبرمجيات المملوكة من قبل الشركات إلى النماذج القائمة على الخدمة الاستهلاكية" ومن ثم "فالتحول المتوقع للحوسبة السحابية. سيسفر عن نمواً محسوساً في منتجات تقانة المعلومات في بعض المجالات بالإضافة إلى تقلصاتٍ وانخفاض المستوى في مجالاتٍ أخرى.

## سمات جوهرية
- تحسن  الرشاقة  (Agility) من قدرة المستخدم على إعادة تمويل موارد البنية التقنية التحتية بسرعةٍ وبصورةٍ غير مكلفةٍ.[25]
- تُمَكِّن  سهولة تصفح واجهات برمجة التطبيقات التفاعلية للبرمجيات  الآلات من التفاعل مع برمجيات السحابة بنفس الطريقة التي تسهل فيها واجهة تفاعل المستخدم التفاعل فيما بين البشر وأجهزة الحاسوب. حيث غالباً ما تستخدم أنظمة الحوسبة السحابية واجهات برمجة التطبيقات القائمة على نقل الحالة التمثيلي (Representational State Transfer).
- من المعتقد أن تنخفض  التكلفة  بصورةٍ كبيرةٍ ويتم تحويل النفقات الرأسمالية في نموذج توصيل السحابة العامة إلى مصروفاتٍ جاريةٍ.[26] مما يقلل ظاهرياً ما عوائق الاشتراك والدخول، وذلك بسبب أن طرفاً ثالثاً يقوم بتوفير البنية التحتية ولا تكون هناك ضرورة إلى شرائها لمرةٍ واحدةٍ أو القيام بمهام الحوسبة المكثفة غير المتكررة. وهنا نلاحظ أن تحديد السعر بناءً لقاعدة الحوسبة الخدمية المقدمة يكون أمراً متوافقاً مع الخيارات القائمة على الاستخدام، كما أن عدداً أقل من مهارات التقانة المعلوماتية يكون مطلوباً من أجل عملية التنفيذ (داخل المنزل).[27]
- تمكن  استقلالية الآلة  [الإنجليزية] والموقع [28] (Device and location independence) كذلك المستخدمين في الوصول إلى الأنظمة المستخدمة متصفح الويب بغض النظر عن موقعهم أو أية آلةٍ يقومون باستخدامها (مثال ذلك، الحاسوب الشخصي، الهاتف المحمول.). حيث أن البنية التحتية بعيدةٌ عن المواقع الجغرافية (غالباً يتم توفيرها من قِبَلِ طرفٍ ثالثٍ) ويتم الوصول إليها عبر شبكة الإنترنت، حيث يستطيع المستخدمون حينئذٍ الاتصال من أي مكانٍ كانوا.[27]
- تعددية الإيجار  (Multitenancy) تمكن من مشاركة الموارد والتكلفة عبر قطاعٍ عريضٍ من المستخدمين ومن ثم فهذا يسمح بـ:
  -  مركزية البنية التحتية  في المواقع ذات التكلفة الأقل (مثل العقارات، الكهرباء... إلخ).
  -  زيادة كفاءة ذروة التحميل  (المستخدمون لا يحتاجون إلى مهندسٍ للوصول إلى أعلى مستويات تحميلٍ ممكنةٍ)
  -  تحسيناتٍ في القدرة على الانتفاع والكفاءة  بالنسبة للأنظمة التي لا يتم استخدام سوى قدرٍ ضئيلٍ منها يتراوح من 10- 20%.[18]
- تتحسن صلاحية العملية لو تم استخدام مواقعٍ متعددةٍ زائدةٍ، والتي تجعل الحوسبة السحابية جيدة التصميم مناسبةً لاستمرارية العمل والتعافي من المصائب والأزمات.[29] ومع ذلك، فقد عانت العديد من خدمات الحوسبة السحابية الرئيسية من ويلات انقطاع التير الكهربائي، كما أن مديري التقانة المعلوماتية وإدارة الأعمال التجارية يستطيعون في بعض الأحيان القيام بالقليل من المجهود عندما يتأثروا بالتبعات السلبية.[30][31]
- التدرجية  (scalability) عبر التمويل التفاعلي («عند الطلب») للموارد على قاعدة الخدمة الخاصة المناسبة القريبة من الوقت الحقيقي، وذلك بدون حاجة المستخدمين إلى مهندسٍ ما من أجل الوصول إلى ذروة التحميل. وهنا يتم ضبط الأداء والتحكم به، كما يتم إنشاء الهياكل والبنايات المزدوجة بثباتٍ وحريةٍ عبر استخدام خدمات الشبكة العنكبوتية كواجهة تفاعل النظام.[27]
- يمكن تحسين خدمات أمن الحاسوب ، وذلك بسبب مركزية البيانات،[32] والموارد المتزايدة المرتكزة على الأمن، إلخ، إلا أن المخاوف ما زالت ملحة حول فقدان القدرة على فرض السيطرة على والتحكم في بعض صور البيانات الحساسة، بالإضافة إلى تناقص الأمن على البيانات الجوهرية المخزنة.[33] مع ملاحظة أن أمن الحاسوب يمكن أن يكون جيداً أو أفضل من الجيد من خلال الأنظمة التقليدية، جزئياً بسبب قدرة ملقمي أو موفري الخدمة على توفير الموارد اللازمة لحل القضايا الأمنية التي لا يستطيع العديد من الزبائن تحملها.[34] على الرغم من ذلك، فقد تزايدت درجة تعقيد الأمن عندما يتم توزيع البيانات عبر مساحةٍ أعرض أو عبر عددٍ أكبر من الأجهزة أو حتى خلال أنظمةٍ متعددة المستأجرين والتي يتم مشاركتها بواسطة مستخدمين غير مرتبطين. هذا بالإضافة إلى أن وصول المستخدمين إلى سجلات التدقيق والفحص الأمني (security audit logs) قد يكون صعباً أو مستحيلاً. هذا وتمثل رغبة المستخدم في اكتساب القدرة على السيطرة على البنية التحتية وتجنب فقد السيطرة على أمن المعلومات دافعاً جزئياً لتنصيب سحابةٍ خاصةٍ.
- تُعَدُ  صيانة  تطبيقات الحوسبة السحابية أسهل، نتيجة أنها لا تتطلب أن يتم تنصيبها على جهاز كل مستخدمٍ على حدةٍ. فمن الأسهل أن يتم تحسينها ودعمها، مع وصول التغيرات إلى الزبائن والعملاء بصورةٍ فوريةٍ.
- القابلية للقياس  تعني أن استخدام موارد ومصادر الحوسبة السحابية يمكن قياسها ويجب أن يتم ذلك لكل زبونٍ وتطبيقٍ وفقاً لأساس يومي، أسبوعي، شهري وسنوي كذلك.

## الطبقات
بمجرد تأسيس وصلة ميثاق الإنترنت فيما بين العديد من أجهزة الحاسوب، يصبح متاحاً مشاركة الخدمات فيما بين أي واحدةٍ من الطبقات التالية.
| العميل         |
| -------------- |
| التطبيق        |
| المنصة         |
| البنية التحتية |
| الملقم         |

### العميل
يتكون  عميل السحابة  من عتاد الحاسوب و/ أو برمجيات الحاسوب التي تعتمد على الحوسبة السحابية لتوصيل التطبيقات، أو ما تم تصميمه خصيصاً لتوصيل خدمات السحابة وأن هذا، في إحدى الحالتين، يُعَدُ ضرورياً عديم الفائدة بدونها. وهنا تتضمن الأمثلة بعض الحواسيب، الهواتف، والأجهزة الأخرى، أنظمة التشغيل ومتصفحات الويب.

### التطبيقات
توصل خدمات تطبيقات السحابة أو «البرمجيات كخدمة (SaaS)» برمجيات الحاسوب كخدمةٍ عبر شبكة الإنترنت، مزيلةً بذلك الحاجة إلى تنصيب أو تشغيل التطبيق على أجهزة الحاسوب الشخصية للمستخدمين وتبسيط عملية الصيانة والدعم. وهنا يميل الأفراد إلى استخدام مصطلحات " SaaS" و«سحابة» بصورةٍ متبادلةٍ متداخلةٍ، في حين هما يمثلان في الواقع شيئين مختلفين. وتشتمل الخصائص الجوهرية ما يلي:
- التصفح والوصول القائم على الشبكة للبرمجيات الحاسوبية المتوفرة تجارياً بالإضافة إلى إدارتها وضبطها.
- الأنشطة التي يتم التحكم بها وإدارتها من مواقعٍ مركزيةٍ بدلاً من موقع كل عميلٍ على حدةٍ، والتي تمكنن العملاء من الوصول إلى التطبيقات عن بعد عبر شبكة الإنترنت.
- توصيل التطبيقات والتي غالباً ما تكون أقرب إلى نموذج «واحد للعديد» (نموذج أحادي، بنية متعددة المستأجر) من نموذج واحد إلى واحد، متضمنةً خصائص كلٍ من البنية، السعر أو التكلفة، الشراكة والإدارة.
- تحديث ميزة المركزية، والتي تُجَنِّب الحاجة إلى الباتشات المحملة أو التحديثات.

### المنصة
توصل خدمات المنصات السحابية أو «المنصات كخدمة (Platform as a Service)» منصة الحاسوب و/ أو حزمة الحلول (solution stack) كخدمةٍ حاسوبيةٍ، والتي غالباً ما تستهلك البنية التحتية للسحابة وتساند تطبيقات الحوسبة. هذا وتُسَهِل بدورها نشر التطبيقات بدون تكلفة أو تعقيد شراء وإدارة العتاد اللازم للتشغيل وطبقات البرمجيات كذلك.

### البنية التحتية
في حين توصل خدمات البنية التحتية للسحابة، والمعروفة كذلك «بالبنية التحتية كخدمة (Infrastructure as a Service)» بنية الحاسوب التحتية - غالباً ما تكون بيئة افتراضية عتادية (hardware virtualization) - كخدمةٍ حاسوبيةٍ. وذلك بدلاً من شراء الملقمات، البرمجيات، أجهزة ومعدات الشبكة أو مساحة مراكز البيانات، حيث يقوم العملاء هنا بشراء تلك المصادر كخدمة الاستعانة بمصادرٍ خارجيةٍ بالكامل. ويحصل ممولوا تلك الخدمة على فواتيرهم غالباً وفقاً لأساس الحوسبة الخدمية وكمية المصادر التي تم استخدامها (ومن ثم التكلفة) ستعكس عادةً مستوى النشاط. وهنا نلاحظ أن خدمات البنية التحتية للسحابة ظهرت وارتقت من عروض الخادم الافتراضي الخاص
غالباً ما تتخذ خدمات البنية التحتية للسحابة صورة مركزٍ بياناتٍ من الدرجة الثالثة مع العديد من سمات الدرجة الرابعة، المجموعة من المئات من الآلات الافتراضية.

### الخادم (المُلَقِّم)
تتكون طبقة الملقمات أو الخواديم من منتجات عتاد الحاسوب و/ أو برمجيات الحاسوب والتي تم تصميمها خصيصاً لتوصيل خدمات السحابة، ومنها المعالجات متعددة المحور، أنظمة التشغيل الخاصة للسحابة، وعروضٍ مجمعةٍ.

## نماذج الانتشار

نماذج الحوسبة السحابية

### سحابة عامة
تصف السحابة العامة أو السحابة الخارجية الحوسبة السحابية من منظورٍ تقليديٍ رئيسيٍ، حيث يتم توفير المصادر وفقاً لأساسٍ الخدمة الذاتية المزاجية عبر شبكة الإنترنت، وذلك من خلال تطبيقات الويب / وخدماتها، وذلك من طرفٍ ثالثٍ مزودٍ للخدمة بعيداً عن الموقع والذي يقوم بتحصيل الفواتير والنفقات بناءً على أساس الحوسبة الخدمية.

### سحابة مجتمعية مشتركة
من الممكن إنشاء سحابةٍ مشتركةٍ حيث يكون للعديد من المنظمات متطلباً متماثلةٍ وتسعى إلى مشاركة البنية التحتية بهدف تحقيق بعض المصالح والفوائد التي تعود من وراء الحوسبة السحابية. فمع انتشار وتوزيع التكلفة فيما بين مستخدمين أقل من السحابة العامة (ولكن أكثر من مستأجرٍ واحدٍ)، يصبح ذلك الاختيار أكثر تكلفةٍ ولكنه يُوفر مُسْتَوًى أعلى من الخصوصية، الأمن و/ أو سياسة الامتثال. ومن الأمثلة على السحب المجتمعية المشتركة سحابة غوغل «غاف كلود» (Gov Cloud).

### السحابة المُوَلَّدة (الهجينة) وتوصيل تقنية المعلومات الهجينة
تتمثل المسؤولية الرئيسية لقسم تقانة المعلومات في توصيل الخدمات للأعمال المختلفة. فمع انتشار الحوسبة السحابية (العامة والخاصة كلتيهما) وحقيقة أنه يجب على أقسام التقانة المعلوماتية كذلك توصيل الخدمات عبر السبل التقليدية داخل المنازل، أصبح المصطلح الأكثر تداولاً هو «الحوسبة السحابية الهجينة» (hybrid cloud computing). هذا ويُطلق على السحابة الهجينة كذلك التوصيل الهجين وذلك من قِبَل الباعة الرئيسيين في المجال ومنهم إتش بي، آي بي إم، أوراكل وفي إم وير (VMware)، والذين يعرضون التقانة للتغلب على مشكلة تعقد عملية إدارة الأداء، المخاوف الأمنية والخصوصيات والتي تنتج من خلط طرق توصيل خدمات التقانة المعلوماتية.
وهنا تستخدم سحابة التخزين المهجنة تركيبةً من سحب التخزين الخاصة والعامة. وغالباً ما تكون سحب التخزين المهجنة مفيدةً لوظائف الأرشفة وإنشاء النسخ الاحتياطية والدعم، مما يسمح بنسخ البيانات العامة إلى سحابةٍ عامةٍ.
ومن وجهات النظر الأخرى حول انتشار تطبيقات الويب في السحابة استخدام مضيف الويب المهجن Hybrid Web Hosting، حيث تكون البنية التحتية للمضيف عبارة عن خليط فيما بين مضيف السحابة والخواديم المخصصة للإدارة - ويُعَدُ هذا الجزء الأكثر شيوعاً وانجازاً من عنقود الويب والتي فيها يتم تشغيل بعض العُقَد على عتادٍ فيزيائيٍ حقيقيٍ والبعض الآخر يتم تشغيله على نماذج خوادم السحابة.

### سحابة مُرِكَّبَة
من الأصح أن يُطلَق على سحابتين تم ارتباطهما واشتراكهما معاً اسم «سحابةٍ مركبةٍ». حيث تكون بيئة السحابة المركبة المكونة من مزودين خارجيين و/ أو داخليين متعددين بيئةً نموذجيةً لمعظم المشاريع. فمن خلال دمج خدمات سحبٍ مركبةٍ معاً، يستطيع المستخدمون حينئذٍ تسهيل عملية التحول لخدمات السحابة العامة بينما يصبحون قادرون على تجنب القضايا مثل إلزام معيار أمن بيانات صناعة بطاقة الدفع (Payment Card Industry Data Security Standard).

### سحابة خاصة
كان دوجلاس بارخيل أول من وصف مفهوم «خدمة الحاسوب الخاص» في كتابه الذي ألفه عام 1966 تحت عنوان: « تحدي منفعة الحاسوب » (The Challenge of the Computer Utility). حيث بُنِيَت تلك الفكرة على المقارنة المباشرة مع الصناعات الأخرى (مثل صناعة الكهرباء) والاستخدام المكثف لنماذج الموارد الهجينة بهدف توازن وتخفيف وطأة المخاطر.
تم وصف كلٍ من «السحابة الخاصة» و«السحابة الداخلية» في علم الألفاظ المحدثة، إلا أن الألفاظ ذاتها يرجع تاريخها إلى ما قبل مصطلح السحابة بنحو 40 عاماً. هذا وما زالت النماذج الهجينة متواجدة، حتى ضمن مجال الصناعات النفعية الحديثة، وذلك على الرغم من تكون أسواقٍ معقولةٍ تجيد أداء وظيفتها بالإضافة إلى القدرة على دمج مزودين عدةٍ.
كما استخدم بعض البائعين تلك المصطلحات لوصف العروض التي تضاهي الحوسبة السحابية على الشبكات الخاصة. حيث توفر تلك (العتادية الافتراضية الآلية) المنتجات القدرة على استضافة التطبيقات أو الآلات الافتراضية في مجموعة الشركة الخاصة من المضيفات. حيث يوفر هذا فوائد تكلفة العتاد المتشارك للحوسبة الخدمية، بالإضافة إلى توفير القدرة على التعافي من الفشل والقدرة على قياس الارتفاع أو الهبوط بناءً على الطلب.
هذا وقد اجتذبت السحب الخاصة النقد بسبب قدرة المستخدمين على «شرائها، بنائها وإدارتها»، ومن ثم فلن تستفيد من انخفاض تكلفة رأس المال المدفوع مقدماً والتدريب العملي على الإدارة،  وبصورةٍ أساسيةٍ «[الافتقار] إلى النموذج الاقتصادي الذي يجعل من الحوسبة السحابية فكرةً فضوليةً». وتستخدم منظمات إنتربريس آي تي (مشروعات تقانة المعلومات) سحبهم الخاصة بهم من أجل المهام الحرجة بالإضافة إلى الأنظمة العملية لحماية البنى التحتية الحرجة.

## هندسة سحابية
(بالإنجليزية:  Cloud engineering)‏
تمثل الهندسة السحابية منهجيةً متاخلةً توليفيةً منظمةً نظاميةً نحو تصور، تطوير، عملية وصيانة الحوسبة السحابية، بالإضافة إلى الدراسة والبحث التطبيقي لذلك المُدخل، مثل تطبيق الهندسة إلى السحابة. فهي تُعَدُ نظاماً ناضجاً راقياً لتسهيل تبني، تصور، تطوير، تنمية، معيارية، إنتاجية، تسويق، وضبط الحلول السحابية، مؤديةً بذلك إلى نظاماً إيكولوجياً سحابياً.
كما أن الهندسة السحابية معروفة كذلك بأنها هندسة الخدمة السحابية.

## تخزين سحابي
(بالإنجليزية:  cloud storage gateway)‏
يعبر التخزين السحابي عن أحد نماذج تخزين البيانات الحاسوبية عبر الشبكة حيث يتم تخزين البيانات على العديد من المخدمات الافتراضية، والتي عموماً ما يتم استضافتها من قبل طرفٍ ثالثٍ، بدلاً من أن يتم استضافتها على خواديمٍ محددةٍ. وتقوم شركات الاستضافة بتشغيل العديد من المراكز؛ وهؤلاء الذين يطلبون استضافة معلوماتهم يشترون أو يستأجرون سعةً منهم ويستخدمونها لمتطلبات تخزينهم. وهنا يقوم مشغلوا مراكز البيانات، في الخلفية، بجعل المصادر افتراضية وفقاً لمتطلبات الزبون ويعرضون عليهم العديد من الملقمات الافتراضية، والتي يستطيع الزبائن أو العملاء إدارتها بأنفسهم. ومن الناحية المادية قد يمتد المصدر أو المورد عبر عدة خوادمٍ.

## السحابة المتداخلة
(بالإنجليزية:  Intercloud)‏
تمثل السحابة المتداخلة «سحابةً من سحبٍ» عالميةٍ مرتبطةٍ داخلياً ومدمجةً معاً وامتداداً للإنترنت «شبكةً من شبكاتٍ» والتي تم تكوينها على ذلك الأساس. وكان المصطلح قد اُسْتَخْدِمَ للمرة الأولى في إطار الحوسبة السحابية عام 2007 عندما كتب كيفن كيلي (مؤلف) (Kevin Kelly) أننا: «سنحصل على السحابة المتداخلة بصورةٍ حدثيةٍ، والتي تعتبر سحابةً من سحبٍ. حيث سيكون لتلك السحابة المتداخلة أبعاد آلةٍ واحدةٍ تجمع كل الملقمات والكتب السحابية (cloudbooks) أو النتبووك الموجودة على ظهر الكرة الأرضية». إلا أنها أصبحت شائعةً في عام 2009، وتم استخدامها لوصف مركز بيانات المستقبل. and has also been used to describe the datacenter of the future.
وقد بُنيت قصة السحابة المتداخلة على الفكرة الجوهرية الخاصة بأن كل سحابة إشارة مفردة ليس لها مصادر مادية غير محددة. فلو أشبعت سحابةً ما موارد التخزين والموارد الحوسبية الخاصة ببنيتها الافتراضية التحتية، فتصبح حينئذٍ قادرةً على مواجهة المزيد من طلبات حصص الخدمة المرسلة للعملاء. حيث يهدف سيناريو السحابة المتداخلة إلى مواجهة مثل تلك المواقف، ونظرياً، تستطيع كل سحابة استخدام الموارد الحاسوبية والتخزينية للبنية الافتراضية التحتية الخاصة بالسحب الأخرى. وهنا قد يوفر مثل ذلك النمط لخدمة الدفع مقابل الاستخدام فرص عملٍ جديدةٍ فيما بين مزودي السحب لو نجحوا في الذهاب إلى ما وراء الإطار النظري. على الرغم من ذلك، تثير السحابة المتداخلة الكثير من التحديات أكثر من الحلول المرتبطة بإتحادية (فيدرالية) السحابة، قضية الأمن، القدرة على العمل والتشغيل الداخلي، جودة الخدمة، تحكمات الباعة، الثقة، المسائل القانونية، الضبط، الرقابة ودفع الفواتير.[هل المصدر موثوق به؟]
كما نلاحظ أن فكرة سوق حوسبة الخدمات التنافسي والتي جمعت العديد من خدمات الحاسوب معاً وُصِفَت لأول مرةٍ في كتاب دوجلاس بارخيل والذي صدر عام 1966 تحت عنوان: «تحديات خدمات الحاسوب» (Challenge of the Computer Utility). ثم تلى ذلك أن تم استخدام نفس الفكرة مراتٍ عدةٍ متواليةٍ عبر الأربعين العاماً الماضية والتي تُعَدُ متطابقةً مع (السحابة المتداخلة) Intercloud.

## القضايا

### الخصوصية
تعرض نموذج السحابة للنقد والهجوم بسبب دعاة الخصوصية، وذلك للسهولة الكبيرة التي تحكم بها الشركات المضيفة لخدمات السحابة، ومن ثم، تستطيع فرض الرقابة والهيمنة على، سواءً بصورةٍ مشروعةٍ أو غير مشروعةٍ، عملية الاتصال وكذلك البيانات المخزَّنة فيما بين المستخدم والشركة المضيفة. وكانت بعض النماذج مثل الغرفة 641A (Room 641A)، بالتعاون مع شركة إي تي أند تي وفيرايزون للاتصالات، والتي سجلت ما يزيد عن 10 ملايين مكالمةً هاتفيةً فيما بين المواطنين الأمريكيين، قد تسببت في خلق جوٍ من عدم الثقة فيما بين دعاة الخصوصية، بالإضافة إلى منحها سلطاتٍ أكثر لشركات الاتصالات لمراقبة أنشطة المستخدمين. وفي حين بذل الكثير من الجهود لتنسيق وتوليف البيئة القانونية (مثل عملية صياغة مباديء خصوصية الرصيف الآمن الدولي فيما بين الولايات المتحدة الأمريكية والاتحاد الأوروبي)، إلا أن مزودي الخدمات كأمازون ما زالوا يسعون غلى تلبية احتياجات الأسواق الضخمة (كالولايات المتحدة والإتحاد الأوروبيي) من خلال نشر البنى المحلية والسماح لأجهزة الحاسوب بانتقاء «مناطق الإتاحة».

### الالتزام
من أجل تحقيق الامتثال للتشريعات والتي منها [قانون إدارة أمن المعلومات الفيدرالي عام 2002 (Federal Information Security Management Act of 2002)، قانون نقل ومحاسبة التأمين الصحي [الإنجليزية] (Health Insurance Portability and Accountability Act)، وقانون ساربينز اوكسلي في الولايات المتحدة الأمريكية؟، بالإضافة إلى توجيهات حماية البيانات [الإنجليزية] (Data Protection Directive) في الاتحاد الأوروبي وكذلك معيار أمن بيانات صناعة بطاقة الدفة الإلكترونية [الإنجليزية] (Payment Card Industry Data Security Standard)]، قد يجب على المستخدمين تبني نماذج الانتشار المجتمعية المشتركة أو المهجنة والتي غالباً ما تُعَدُ أكثر كلفةً وقد لا توفر سوى قدؤاً ضئيلاً من الفوائد والمنافع. وهذه هي الطريقة التي يُعَدُ بها جوجل قادراً على «التعامل مع ومواجهة متطلبات سياسة الحكومة الإضافية فيما وراء قانون إدارة أمن المعلومات الفيدرالي عام 2002» كما أن مزودي سحابة راك سبيس (Rackspace Cloud) أصبحوا قادرون على التصريح بتطبيق معيار أمن بيانات صناعة بطاقة الدفع الإلكترونية. كما أنه يجب لزاماً على المستهلكين في منطقة الاتحاد الأوروبي والمتعاقدين مع مزودي خدمات السحابة والمتواجدين خارج عملية صياغة مباديء خصوصية الرصيف الآمن الدولي فيما بين الولايات المتحدة الأمريكية والاتحاد الأوروبي أن يخضعوا إلى تشريعات الاتحاد الأوروبي حول تصدير البيانات الشخصية.
كما حصل الكثير من مزودي الخدمة على اعتماد بيان معايير المراجعة رقم 70: منظمات الخدمة [الإنجليزية] (مثل أمازون، ساليس فورس دوت كوم، جوجل، وميكروسوفت)، إلا أن هذا تعرض للنقد على خلفية أن المجموعة المنتقاة من الأهداف والمعايير والتي يقرها المراجع ومن يخضع للمراجعة غير مكشوفةٍ وشديدة التنوع. وغالباً ما يتيح مزودوا الخدمات تلك المعلومة وفقاً للطلب، وتحت بنود اتفاقية عدم الكشف (nondisclosure agreement).

### الشرعية والقانونية
طبقت شركة ديل في مارس 2007 لعلامتها التجارية لفظ «حوسبة سحابية» ([U.S. Trademark 77,139,082] في الولايات المتحدة الأمريكية. وكانت «ملحوظة السماح» والتي تلقتها الشركة في يوليه 2008، قد تم إلغائها في شهر أغسطس، مما أدى إلى رفض تطبيق العلامة التجارية في أقل من أسبوعٍ بعد ذلك. ومنذ عام 2007، تزايدت ملفات تسجيل العلامات التجارية والتي تغطي علامات الحوسبة السحابية التجارية، بضائعها، وخدماتها بصورةٍ ملحوظةٍ. ومع سعي الشركات إلى تحسين أوضاعها ومكانتها من أجل علامات الحوسبة السحابية التجارية وجهود تسويقها، فقد تزايدت ملفات تسجيل العلامات التجارية للحوسبة السحابية بنسبة 483% فيما بين 2008 و2009. حيث تم مليء 116 سجلاً لعلامات الحوسبة السحابية التجارية في عام 2009، كما تنبأ محللوا العلامات التجارية أن أكثر من 500 حالةً مثيلةً سيتم تسجيلها في عام 2010.
كما أن بعض القضايا القانونية الأخرى من ناحية القطاع العام قد تشكل ملامح وطبيعة الحوسبة السحابية. ففي 29 أكتوبر 2010، رفعت جوجل دعوةً قضائيةً ضد وزارة الداخلية الأمريكية، والتي فتحت مزايدةً على البرمجيات والتي تطلبت أن يستخدم المتقدمون للمزايدة لتركيبة أعمال ميكروسوفت التجارية والإنتاجية عبر شبكة الإنترنت (Business Productivity Online Suite). وقد قاضتها شركة جوجل، مناديةً أن الطلبات «مقيدةٍ بصورةٍ مجحفةٍ وغير ملائمةٍ» للمنافسة. كما قام الباحثون في المجال بتوضيح أنه بدءً من 2005، فقد يكون لسيادة المعايير والمصادر المفتوحة تأثيراً على الطريقة التي تختارها الكيانات العامة لانتقاء الباعة.

### المصدر المفتوح
وفرت البرمجيات مفتوحة المصدر أساساً للعديد من تطبيقات الحوسبة السحابية. ففي نوفمبر 2007، أطلقت مؤسسة البرمجيات الحرة رخصة أفيرو العمومية، والتي تعد أحد إصدارات رخصة جنو العمومية والتي يُقصد منها سد الثغرات القانونية المصاحبة للبرمجيات الحرة المصممة ليتم تشغيلها عبر شبكةٍ ما.

### المعايير المفتوحة
يستعرض معظم مزودي الخدمات السحابية واجهات برمجة التطبيقات والتي تتسم بأنها جيدة التوثيق (غالباً ما تندرج تحت رخصة المشاع الإبداعي) إلا أنها تنفرد كذلك في تطبيق تلك الواجهات ومن ثم فهي غير قابلة للتشغيل المتبادل. هذا وقد تبنى بعض الباعة واجهاتٍ أخرى لبرمجة التطبيقات، كما أنه يوجد عددٌ من المعايير المفتوحة في طور التنمية، ومنها على سبيل المثال واجهة الحوسبة السحابية المفتوحة Open Cloud Computing Interface التابعة لمنتدى غريد المفتوح (Open Grid Forum). كما تعمل جمعية السحابة المفتوحة (Open Cloud Consortium) على تنمية اتفاقٍ جماعيٍ حول المعايير والممارسات الأولى للحوسبة السحابية.

### الأمنية
(بالإنجليزية:  أمن الحوسبة السحابية)‏
تمثل قضية الأمن النسبي لخدمات الحوسبة السحابية مسألةً مستمرةً والتي قد تؤجل من العمل بها. حيث تتجسد القضايا المعيقة لتبني الحوسبة السحابية بصورةٍ أساسيةٍ في القلق الذي يساور القطاعين العام والخاص حول الإدارة الخارجية للخدمات القائمة على الأمن. فالسمة المسيطرة على الخدمات القائمة على الحوسبة السحابية، سواءً في القطاعين العام والخاص، أنها تحفز الإدارة الخارجية للخدمات المتوفرة. مما يخلق حافزاً ضخماً فيما بين مزودي خدمات الحوسبة السحابية في خلق أولويةٍ لبناء وصيانة إدارةٍ قويةٍ للخدمات الآمنة.
وقد تم تأسيس العددي من المنظمات بهدف توفير المعايير اللازمة لمستقبلٍ أفضلٍ في مجال تقديم خدمات الحوسبة السحابية. ومن تلك المنظمات على سبيل المثال «تحالف الأمن السحابي» (Cloud Security Alliance) والتي تعتبر منظمةً غير ربحيةٍ تأسست لتعزيز قضية استخدام أفضل الممارسات لتوفير الضمان الأمني ضمن مجال الحوسبة السحابية.

### التيسير والأداء
هو شعور بعض المنضمات أو شركات الأعمال التجارية كثيراً بالقلق حول المستويات المقبولة لدرجة تيسير، إتاحة وأداء التطبيقات التي تستضيفها السحابة، وذلك بالإضافة إلى القلق حول القضايا الأمنية ذاتها.
هذا وتثار بعض المخاوف حول إغلاق مزودي الخدمة لأسبابٍ ماليةٍ أو قانونيةٍ، وهذا هو ما حدث فعلاً في بعض الحالات.
تم التعديل من المهندس / يحيئ مصلي

### الاستدامة وتحديد المواقع
على الرغم من الإدعاء غالباً بأن الحوسبة السحابية هي صورةٌ من صور «الحوسبة الخضراء» (Green computing)، إلا أنه لم توجد حتى وقتنا هذا دراسةٌ واحدةٌ منشورةٌ لدعم ذلك الإدعاء. ويتأثر تحديد مواقع الملقمات بالتاثيرات البيئية للحوسبة السحابية. فالمناطق التي يميل فيها المناخ إلى التبريد الطبيعي والكهرباء المتجددة وتكون متاحةً هناك، تكون تأثيرات البيئة حينئذٍ أكثر اعتدالاً. ومن ثم فالدول ذات الظروف المناخية المثلى، مثل فنلندا،  السويد، وسويسرا،  تحاول جذب مراكز بيانات الحوسبة السحابية ليتم إقامتها بها.
ويتم تطوير سمارت باي، البنية التحتية للأبحاث البحرية والتقانة الحوسبية، وذلك باستخدام الحوسبة السحابية، وهي مدخل ناشيء للبنية التحتية المتشاركة والتي فيها يتم ربط أوعيةٍ ضخمةٍ من الأنظمة مع بعضها البعض لتوفير خدمات التقانة المعلوماتية.

## الأبحاث
تستثمر الكثير من الجهات كالجامعات، الباعة والمنظمات الحكومية بعضاً من تمويلها في إجراء الأأبحاث العلمية حول موضوع الحوسبة السحابية. ومن أمثلة تلك المعاهد الأكاديمية جامعة ملبورن (أستراليا)، جورجيا تيك، يال، وين ستيت، فيرجينيا تيك، جامعة ويسكونسن-ماديسون، كارنيجي مالون، إم آي تي، جامعة إنديانا، جامعة ماساتشوسيتس، جامعة ميري لاند، آي آي تي بومباي، جامعة نورث كارولينا ستيت، جامعة بردو، جامعة كاليفورنيا، جامعة واشنطن، جامعة فيرجينيا، جامعة أوتاه، جامعة مينيسوتا وآخرون.
ومن أمثلة المشروعات المشتركة فيما بين الجهات الحكومية، الأكاديمية المتخصصة، والباعة التعاونية مبادرة آي بي إم/ غوغل الأكاديمية للحوسبة السحابية (IBM/Google Academic Cloud Computing Initiative). حيث قامت آي بي إم بالتعاون مع جوجل في أكتوبر 2007 بإعلان إنشاء مشروع على مستوى العديد من الجامعات والمصمم لزيادة ودعم معرفة الطالب الفنية بهدف مواجهة تحديات الحوسبة السحابية. أما في إبريل 2009، إنضمت مؤسسة العلوم القومية (National Science Foundation) للمبادرة ورصدت جوائز بما يقدر 5 ملايين دولاراً أمريكياً كمنحٍ لأربعة عشر معهداً أكاديمياً متخصصاً.
أما في يوليو 2008، أعلنت كلٌ من هوليت باكارد (إتش بي)، إنتل وياهوو إنشاء مركزاً عالمياً متعدد البيانات، على شكل سرير اختباري مفتوح المصدر، أُطلق عليه اسم أوبن سيروس (Open Cirrus)،  والذي صُمِمَ بهدف تشجيع الأبحاث في كل سمات الحوسبة السحابية، بالإضافة إلى إدارة مركز البيانات والخدمات. ويتمثل شركاء أوبن سيروس في كلٍ من NSF، جامعة إلينوي (UIUC)، معهد كارلسروهو للتقنية، هيئة تنمية الاتصالات المعلوماتية (إنفوكووم) بسنغافورة (IDA)، معهد أبحاث الإلكترونيات والاتصالات في كوريا (ETRI)، المعهد الماليزي للأنظمة الإلكترونية الدقيقة (MIMOS)، ومعهد برمجة النظام في الأكاديمية الروسية للعلوم (ISPRAS). هذا وفي سبتمبر 2010، إنضم المزيد من الباحثون لمشروع أوبن سيروس لأبحاث الحوسبة السحابية التابع لكلٍ من إتش بي / إنتل/ ياهوو. وكان الباحثون الجدد كالآتي: معهد الصين لأبحاث الهواتف المحمولة (CMRI)، مركز جاليسيا للحوسبة العملاقة في أسبانيا (CESGA باسمه الأسباني)، مركز جورجيا تيك للأبحاث التجريبية في أنظمة الحاسوب (CERCS) وتشينا تيلي كوم.
أما في يوليو 2010، أعلنت معامل إتش بي لابس إنديا عن تقانةٍ جديدةٍ قائمةٍ على السحابة تم تصميمها لتسهيل أخذ المحتوى وجعله ممكن الحركة والتنقل، حتى من أجهزة النهاية المنخفضة. حيث نلاحظ أن تلك التاقنة التي يطلق عليها SiteonMobile صممت للأسواق الناشئة حيث يكون الأفراد أكثر رغبةً في الولوج إلى الإنترنت عبر الهواتف المحمولة بدلاً من أجهزة الحاسوب. أما في نوفمبر 2010 فقد أطلقت إتش بي وبصورةٍ رسميةٍ مسرح السحابة الحكومي (جوفرنمنت كلود ثيتر) Government Cloud Theatre، والمتواجد في نفس موقع معامل إتش بي في بريستول بإنجلترا. حيث تسلط تلك المنشأة الإدارية الأضواء على كفاءات الأمن العالية، والسحابة عالية المرونة القائمة على الملكية الفكرية التي تم تطويرها في معامل إتش بي. وهنا يتمثل الهدف من تلك المنشأة في تقليص المخاوف من أمن السحابة. كما تُعَدُ معامل إتش بي في بريستول ثاني أكبر موقعٍ لمركز أبحاثٍ ويعتبر مسؤولاً الآن عن إجراء الأبحاث في مجالات الحوسبة السحابية والأمن.
هذا وتُعَدُ لجنة IEEE الفنية لخدمات الحوسبة في جمعية حاسوب IEEE الراعي لمؤتمر IEEE الدولي حول الحوسبة السحابية (كلاود). حيث عُقِدَ مؤتمر كلاود في الفترة من الخامس إلى العاشر من يوليو 2010 في مدينة ميامي بفلوريدا.
أما في 23 مارس 2011 شكل كلٌ من غوغل، ميكروسوفت، ياهوو، هوليت-باكارد، فيرايزون للاتصالات وتيليكوم الألمانية (Deutsche Telecom) بالإضافة إلى 17 شركةً أخرى منظمةً غير ربحيةً يُطلق عليها مؤسسة الشبكة المفتوحة (Open Networking Foundation)، والتي ركزت على توفير الدعم لمبادرة سحابية جديدة يُطلق عليها الشبكة معرفة البرمجيات (Software-Defined Networking). حيث كان الغرض من المبادرة نشر الابتكارات والابداعات عبر تغييراتٍ برمجيةٍ بسيطةٍ في شبكات الإتاصلات، الشبكات اللاسلكية، مراكز المعلومات ومناطق الشبكات الأخرى.

## نقد المصطلح
حاول البعض انتقاد المصطلح المستخدم على أنه إما أن يكون مضللاً أو غير محددٍ. فمدير مؤسسة أوراكل التنفيذي لاري إليسون أكد أن الحوسبة السحابية هي «كل ما نقوم به بالفعل»، مدعياً أن الشركة لا تستطيع ببساطة أن «تغير الكلمات المستخدمة على أيٍ من إعلاناتنا» بهدف نشر خدماتها القائمة على استخدام السحابة. أما نائب مدير مؤسسة أبحاث فورستر فرانط جيليت فقد تساءل عن طبيعة والدافعية القائمة وراء دفع الحوسبة السحابية، واصفاً ما اسماه «الغسيل السحابي» في الصناعة حيث تقوم الشركات بإعادة وسم منتجاتها كحوسبة سحابية مسفرةً بذلك عن وضع كثير من الابتكارات التسويقية على قمة الابتكار الحقيقي. هذا وبدوره أصر ريتشارد ستولمن مؤسس جنو على أن صناعة ستستخدم فقط النموذج لتوصيل الخدمات على معدلاتٍ متزايدةٍ عبر أنظمةٍ مملكةٍ للآخرين، وبطريقةٍ أخرى فقد شبهها «بحملة تسويقٍ مهجنةٍ».

## وصلات خارجية
- أساسيات الحوسبة السحابية